# When I Woke
When I Woke (ang. Gdy się zbudziłem) – drugi album amerykańskiego zespołu Rusted Root. Został wydany 23 września 1994 roku przez wytwórnię PolyGram. Album reprezentuje różnorodne gatunki muzyczne poczynając od bluegrassowego "Send Me On My Way", czy "Martyrs", przechodząc przez balladę "Beautiful People", a kończąc na country z utworem "Rain". Cztery utwory pochodzą z wcześniejszej płyty zatytułowanej Cruel Sun. When I Woke w Stanach Zjednoczonych uzyskał status platynowej płyty. Największy sukces komercyjny odniósł utwór pod tytułem "Send Me On My Way".

## Lista utworów
1. "Drum Trip" – 3:45
2. "Ecstasy" – 5:02
3. "Send Me on My Way" – 4:22
4. "Cruel Sun" – (Liz Berlin, Michael Glabicki) 8:00
5. "Cat Turned Blue" – 3:43
6. "Beautiful People" – 	4:10
7. "Martyr" – 4:26
8. "Rain" – 3:43
9. "Food & Creative Love" – 4:13
10. "Lost in a Crowd" – 4:01
11. "Laugh as the Sun" – 	5:59
12. "Infinite Tamboura" – 1:53
13. "Back to the Earth" – 5:27

## Personel
- Mike Glabicki – wokal prowadzący, gitara akustyczna, gitara elektryczna, gitara dwunastostrunowa
- Liz Berlin – wokal w tle, perkusja, gitara akustyczna
- Jim Donovan – bębny, perkusja, wokal w tle
- Patrick Norman – bass, gitara elektryczna, wokal w tle, perkusja
- John Buynak – gitara akustyczna, gitara akustyczna, flet, tin whistle, harmonijka, banjo, marimba, wokal w tle, perkusja
- Jenn Wertz – wokal w tle, perkusja
- Daniel James "Jim" DiSpirito – kongi, djembe, tama